# Alessandro Dal Canto
Alessandro Dal Canto (Castelfranco Veneto, 10 de março de 1975) é um técnico de futebol e ex-futebolista italiano que jogava como lateral-esquerdo. Atualmente treina o Cittadella.

## Carreira de jogador
Revelado na base da Juventus, Dal Canto se profissionalizou em 1992 e chegou a integrar o elenco que venceu a Copa da UEFA, sendo relacionado para o primeiro jogo da semifinal contra o Paris Saint-Germain e a partida de volta da final com o Borussia Dortmund, mas não entrou em campo. Estreou como atleta profissional em janeiro de 1993, na vitória por 2 a 1 sobre o Parma, em partida válida pela Copa da Itália, e ainda jogaria mais 3 partidas pela Série A.
Passou ainda por Vicenza (clube onde teve 3 passagens como jogador), Torino, Venezia e Bologna - em 2003, ainda vinculado aos Biancorossi, teve sua única experiência fora do futebol italiano ao jogar 23 partidas com a camisa da equipe russa do Uralan Elista, sendo um dos primeiros italianos a jogar em times do Leste Europeu. Encerrou a carreira em 2009, após defender Catanzaro, Perugia, AlbinoLeffe e Treviso.

## Carreira internacional
Dal Canto, que representou a seleção Sub-17 da Itália entre 1992 e 1993, também atuou pelo time Sub-21 da Squadra Azzurra que levou a medalha de ouro nos Jogos do Mediterrâneo de 1997.
Ele ainda representou a seleção da Padânia que conquistou o título da Copa do Mundo VIVA de 2008.

## Carreira de treinador
Após deixar os gramados, Dal Canto assumiu as categorias de base do Padova, onde permaneceu 2 anos antes de ser anunciado como novo técnico do time principal em março de 2011, substituindo Alessandro Calori.
Foi ainda técnico de Vicenza e Venezia entre 2013 e 2014, assumindo o comando da seleção Sub-17 da Itália em julho de 2015.
Treinou ainda as categorias de base de Empoli e Juventus, além dos times principais de Arezzo, Robur Siena (onde permaneceu até a falência do clube, em 2020), Livorno, Viterbese (chegou a ser demitido em outubro de 2021 e recontratado em março do ano seguinte para tentar salvar os Leoni do rebaixamento, deixando a equipe após evitar a queda para a Série D) e Carrarese
Em outubro de 2024, Dal Canto foi anunciado como novo treinador do Cittadella, equipe da Série B italiana, substituindo Edoardo Gorini.

## Títulos
Juventus
- Copa da UEFA: 1992–93
- Campeonato Primavera: 1993–94
- Torneio de Viareggio: 1994

Itália Sub-23
- Jogos do Mediterrâneo: 1997

Padânia
- Copa do Mundo VIVA: 2008